# خواكين فاريلا
خواكين فاريلا (بالإسبانية: Joaquín Varela)‏ هو لاعب كرة قدم أرجنتيني، ولد في 25 مارس 1997 في سان فرناندو ديل فالي دي كاتاماركا في الأرجنتين. لعب مع نيولز أولد بويز.

## وصلات خارجية
- خواكين فاريلا على موقع قاعدة بيانات كرة القدم.إي يو (الإنجليزية)
- خواكين فاريلا على موقع Soccerway.com (الإنجليزية)